# Bad Bentheim
Bad Bentheim er en by og kommune i det nordvestlige Tyskland, beliggende under Landkreis Grafschaft Bentheim i delstaten Niedersachsen. Bad Bentheim er en statsanerkendt kurby og kendes på sit vartegn, borgen Burg Bentheim. Byen ligger ved grænsen til Nordrhein-Westfalen og til nabolandet Holland.

## Geografi
Bygrænsen er 49 km lang, 14 km fra nord til syd - og 12 km fra øst til vest. Bad Bentheim har med alle sine kommunedele og omliggende områder, et areal på 100,16 km².

### Nabokommuner
Byen grænser mod nord til Nordhorn, mod nordøst til Isterberg og mod øst til Quendorf, Schüttorf og Suddendorf (alle i Landkreis Grafschaft Bentheim). Mod syd grænser den op til Ochtrup (Kreis Steinfurt) og Gronau (Kreis Borken) og mod vest til Losser i den hollandske provins Overijssel. Nærmeste storbyer er Münster og Osnabrück samt Enschede i Holland.

### Inddeling
Kommunen Bad Bentheim består, foruden af byen selv, af: Achterberg, Bardel, Gildehaus, Hagelshoek, Holt und Haar, Sieringhoek, Waldseite og Westenberg.

## Literatur
- Hubert Titz (Hrsg.): Bad Bentheim – Aspekte einer Stadtgeschichte. Schriftenreihe der Volkshochschule des Landkreises Grafschaft Bentheim. Bd 21. Schriftenreihe des Heimatvereins Grafschaft Bentheim. Bd 138. Bad Bentheim 1996. ISBN 3-922428-43-6
- Herbert Wagner (Geograph): Die Gestapo war nicht allein… Politische Sozialkontrolle und Staatsterror im deutsch-niederländischen Grenzgebiet 1929-1945. Gestapo und Grenzpolizeikommissariat Bentheim. LIT-Verlag, Münster 2004. ISBN 3-8258-7448-6
- Johannes Wolburg: Der Bentheimer Sattel im Rahmen der Geologie des Emslandes. Auf der Frühjahrstagung der Deutschen Geologischen Gesellschaft in Bentheim vom 8.-10. Mai 1950. in: Zeitschrift der Deutschen Gesellschaft für Geowissenschaften. Stuttgart 102.1950, H 1. S.147-148. ISSN 0012-0189

## Eksterne kilder og henvisninger
- Wikimedia Commons har flere filer relateret til Bad Bentheim

- Kuranstalten Bad Bentheim Arkiveret 19. juli 2011 hos  Wayback Machine
- Bentheimer Mineraltherme